# Katrina Guillou
Katrina Jacqueline Rivera Guillou (* 19. Dezember 1993 in Washington, D.C.) ist eine in den USA geborene philippinisch-französische Fußballspielerin.

## Karriere

### Vereine
In ihrer Zeit am College spielte sie von 2012 bis 2015 für die UNC Wilmington Seahawks. Nach ihrem Abschluss wechselte sie im Sommer 2016 zu Oulu Nice Soccer nach Finnland. Bereits im August des Jahres wechselte sie aber in die Schweiz zum FC Lugano. Dort war sie dann bis zum Ende der dort laufenden Saison 2016/17 aktiv.
Erst im März 2018 schloss sie sich dann wieder ONS an, wo sie nun für den Rest des Jahres spielte. Ab Anfang 2019 war ihre nächste Karrierestation dann in Schweden beim Morön BK. Seit Anfang 2021 ist sie nun für Piteå IF aktiv.

### Nationalmannschaft
In ihrer Anfangszeit in Schweden sendete sie ein Highlight-Reel von sich an den philippinischen Verband, womit sie später einen philippinischen Pass bekam.
Danach wurde sie für die Endrunde der Asienmeisterschaft 2022 nominiert und machte hier ihr Debüt bei einem 1:0-Sieg über Thailand, bei welchem sie in der Startelf stand. Am Ende half sie ihrer Mannschaft dann erstmals in der Geschichte dieser ins Halbfinale einzuziehen. Dies qualifizierte ihr Team dann auch für die Weltmeisterschaft 2023.